# Carlens Arcus
Carlens Arcus, né le 28 juin 1996 à Port-au-Prince (Haïti), est un footballeur international haïtien qui évolue au poste d'arrière droit à Angers SCO.

## Biographie

### Début de carrière à Troyes, Lille et au Cercle Bruges (2015-2018)
Formé au Racing Club haïtien (et passé par une académie de football au Brésil), Carlens Arcus rejoint l'ESTAC en février 2015 à seulement 18 ans. Il est recommandé à Jean-Marc Furlan par Pierrick Antonetti, agent du joueur et de Chaouki Ben Saada, transféré à Troyes en octobre 2014. S’il y a essentiellement évolué avec la réserve, il compte toutefois une apparition avec l’équipe première. Il remportera de fait, le titre de champion de Ligue 2 2014-2015. 
À la suite du départ de Furlan et du nombre pléthorique de contrats professionnels au sein de l'effectif (30), il vit la saison 2015-2016 loin du groupe professionnel, le club l'autorisant à faire des essais dès janvier 2016, étant même prêt à le libérer de son contrat. Claude Robin, un temps entraîneur par intérim, le voyait pourtant comme un vrai potentiel mais n'étant pas prêt à intégrer une équipe à la dérive, n'étant tout simplement pas au bon endroit au bon moment. 
Alors que l'ESTAC est relégué en Ligue 2, il s'engage le 9 juillet 2016 en faveur de Lille OSC pour un an. Apparu à quatre reprises avec le maillot lillois, toutes en Coupe de France et arrivant en fin de contrat avec Lille OSC, le joueur repousse une offre du Havre pour parapher un contrat de deux ans au Cercle Bruges en deuxième division belge où l'ancien directeur sportif lillois François Vitali officie.

### La révélation à l'AJ Auxerre (2017-2022)
Il est barré en Belgique par Jordy Gaspar, envoyé en prêt par l'AS Monaco, propriétaire du Cercle. Ils sont alors trois, avec Lloyd Palun, pour le poste de la latéral droit. Il est ainsi prêté à l'AJ Auxerre le 31 août 2017. Il s'y impose directement en tant que titulaire malgré la concurrence de Bendjaloud Youssouf ou Moussa Diallo. Il termine la saison avec 30 titularisations et 3 passes décisives en Ligue 2.
Le 13 mai 2018, à la suite de sa saison pleine et réussie, le jeune latéral droit s'engage définitivement avec l'AJ Auxerre. Le club, qui ne disposait pas d'option d'achat, réussit à recruter l'international haïtien contre une indemnité de transfert malgré l'intérêt du Cercle Bruges de le prolonger. Il s'engage pour quatre saisons avec l'AJ Auxerre.
Lors de la saison 2018-2019, il est remarqué pour recevoir de nombreux cartons jaunes. En vingt-huit rencontres disputées, il concède dix cartons jaunes et se voit ainsi suspendu plusieurs fois. Il inscrit, par ailleurs, ses deux premiers buts sur le sol français contre Orléans et Grenoble.
La saison suivante, il rectifie le tir en ne concédant aucun carton jaune sur ses dix premières rencontres jouées.

### Destination Pays-Bas (2022-2024)
Il n'accompagnera pas l’AJ Auxerre en Ligue 1. En fin de contrat, le latéral droit de 25 ans s’engage le 23 juin 2022 pour trois saisons en faveur du Vitesse Arnhem en première division néerlandaise. Il réalise deux saisons pleines aux Pays-Bas, disputant 60 matchs de championnat, inscrivant 1 but et délivrant 4 passes décisives. Son club faisant face à des problèmes budgétaires, il est libéré de sa dernière année de contrat.

### Angers SCO (2024-)
Il fait alors son retour en France, s'engageant en faveur de l'Angers SCO, promu en Ligue 1, le 26 juin 2024, pour deux saisons. Il y remplace numériquement Yan Valery, parti au Sheffield Wednesday.

### En sélection
Footballeur international, il honore sa première sélection contre le Costa Rica le 2 septembre 2016, lors d'une rencontre comptant pour les éliminatoires de la Coupe du monde 2018. Il participe également aux éliminatoires de la Coupe caribéenne des nations 2017, avec notamment un match contre la Guyane non comptabilisé par la FIFA.
Le 10 octobre 2017, il réalise une passe décisive lors d'un match nul 3-3 entre le Japon et Haïti.
Le 18 mai 2018, il est sélectionné pour affronter la sélection d'Argentine le 29 mai à Buenos Aires. Il est finalement titulaire pour une défaite 4 à 0 d'Haïti.
Le 11 septembre 2018, il inscrit son premier but en professionnel lors d'une victoire 13 à 0 contre Sint Maarten en éliminatoires de la Gold Cup 2019.
En 2019, il termine demi-finaliste de la Gold Cup 2019 où il participe à quatre matchs.

## Statistiques
| Saison                | Club                  | Championnat           | Championnat | Championnat | Coupe nationale | Coupe nationale | Coupe de la Ligue | Coupe de la Ligue | Haïti | Haïti | Total | Total |
| Saison                | Club                  | Division              | M.          | B.          | M.              | B.              | M.                | B.                | M.    | B.    | M.    | B.    |
| 2014-2015             | ESTAC Troyes          | Ligue 2               | 1           | 0           | -               | -               | -                 | -                 | -     | -     | 1     | 0     |
| 2015-2016             | ESTAC Troyes          | Ligue 1               | -           | -           | -               | -               | -                 | -                 | -     | -     | 0     | 0     |
| Sous-total            | Sous-total            | Sous-total            | 1           | 0           | -               | -               | -                 | -                 | -     | -     | 1     | 0     |
| 2016-2017             | LOSC Lille            | Ligue 1               | -           | -           | 4               | 0               | -                 | -                 | 4     | 0     | 8     | 0     |
| 2017-2018             | Cercle Bruges         | Division 1B           | -           | -           | 1               | 0               | -                 | -                 | -     | -     | 1     | 0     |
| 2017-2018             | AJ Auxerre (prêt)     | Ligue 2               | 30          | 0           | 3               | 0               | -                 | -                 | 3     | 0     | 36    | 0     |
| 2018-2019             | AJ Auxerre            | Ligue 2               | 28          | 2           | 0               | 0               | 2                 | 0                 | 11    | 1     | 41    | 3     |
| 2019-2020             | AJ Auxerre            | Ligue 2               | 24          | 0           | 1               | 0               | 0                 | 0                 | 2     | 0     | 27    | 0     |
| 2020-2021             | AJ Auxerre            | Ligue 2               | 38          | 0           | -               | -               | -                 | -                 | 5     | 0     | 43    | 0     |
| 2021-2022             | AJ Auxerre            | Ligue 2               | 31+3        | 1+0         | 1               | 0               | -                 | -                 | -     | -     | 35    | 1     |
| Sous-total            | Sous-total            | Sous-total            | 154         | 3           | 5               | 0               | 2                 | 0                 | 21    | 1     | 182   | 4     |
| 2022-2023             | Vitesse Arnhem        | Eredivise             | 30          | 1           | 1               | 0               | -                 | -                 | 5     | 0     | 36    | 1     |
| 2023-2024             | Vitesse Arnhem        | Eredivise             | 30          | 0           | 1               | 0               | -                 | -                 | 4     | 0     | 35    | 0     |
| Sous-total            | Sous-total            | Sous-total            | 60          | 1           | 2               | 0               | -                 | -                 | 9     | 0     | 71    | 1     |
| 2024-2025             | Angers SCO            | Ligue 1               | 28          | 0           | 2               | 0               | -                 | -                 | 5     | 0     | 35    | 0     |
| Total sur la carrière | Total sur la carrière | Total sur la carrière | 243         | 4           | 14              | 0               | 2                 | 0                 | 44    | 1     | 303   | 5     |

## Palmarès
- Champion de France de Ligue 2 en 2015 avec l'ESTAC Troyes.
- Demi-finaliste de la Gold Cup en 2019 avec Haïti